# Tytthoscincus bukitensis
Tytthoscincus bukitensis — вид сцинкоподібних ящірок родини сцинкових (Scincidae). Ендемік Малайзії.

## Поширення і екологія
Tytthoscincus bukitensis відомі з двох місцевостей, розташованих поблизу станцій Фрезерс-Хілл і Гентінг-Хайлендс в горах Тітіванґса, на південному заході штату Паханг на Малайському півострові. Вони живуть в гірських діптерокарпових лісах, серед повалених дерев і опалого листя. Зустрічаються на висоті від 1046 до 1239 м над рівнем моря.

## Збереження
МСОП класифікує стан збереження цього виду як близький до загрозливого. Tytthoscincus bukitensis загрожує знищення природного середовища.